# 范雲 (1968年)
范雲（1968年7月9日—），中華民國政治人物、社會學家、社會運動者，民主進步黨籍。現任立法委員、民主進步黨立法院黨團副書記長、國立臺灣大學社會學系副教授，曾任中華民國無任所大使、社會民主黨召集人、中央研究院社會學研究所助理研究員、婦女新知基金會董事長。
2015年與部分太陽花學運成員成立社會民主黨並擔任召集人，2016年立委選舉代表社民黨投入臺北市第六選舉區但落選。在2020年立委選舉中，受邀代表民主進步黨不分區立法委員名單排名第三順位並當選，在2024年選舉連任。

## 生平
范雲為外省第二代，出生於臺北縣淡水鎮（今新北市淡水區），就讀淡水國小、淡水國中、北一女中。

### 台大學生會長選舉
范雲大學時期原本擔任台大大陸社社長，1989年決定參選第二任臺大學生會會長，與其競爭的政治系學生張煜霖是由親近中國國民黨的社團所推舉，形成黨內黨外學生角逐之勢。此屆選舉於黨內外學生派出人選兩週之後，又有號稱第三勢力的政治系學生戴震宇及農業化學系學生胡維斌加入選戰。5月31日，第二屆的學生會選舉結果出爐，投票的學生共計一萬四千人，佔當時學生總數的三成七，超過規定的二成五門檻；徹夜開票後范雲得票數以五千一百多票領先其他三位候選人。
儘管獲得了學生的認同，卻由於她曾有學期的平均分數不及格，導致范雲的學生會長資格不受校方承認。范雲事後追憶，當時是因尊敬老師，不想交出不夠好的報告，老師因而給了這科零分，拉低了所有的分數。這次師生的意見不合，持續了至少一個學期，後來校方在公文中僅以「學生會代表」稱呼范雲，直到隔年（1990年）三月發生野百合學運後，才對范雲改用「學生會長」的頭銜（范雲事後推測是因民意所趨逼使校方承認其學生會長的身份。）校方也從此開啟了不再直接補助學生會、或是讓學生會代表以會長身份參與各項校內會議的先例
「國立臺灣大學學生會自治規程」也在其任內制定完成，並於第三任會長林奕華在1990年於學生代表大會三讀完成、經全校複決後通過。

### 野百合學運
1990年台灣各地學生發起野百合學運，提出對抗威權、要求國會全面改選，范雲是學運決策小組成員及總指揮，是學運世代中少數的女性，也因而成為最受矚目的焦點人物。

### 婦女議題
2000年臺灣首次政黨輪替，范雲由於關心從不同方向深化臺灣民主，故選擇參與參與婦女運動，投入婦女新知基金會等非政府組織，希望從政治體制外做改變，曾擔任婦女新知基金會董事長、女學會理事、行政院婦女權益促進委員會委員、臺北市婦女權益促進會委員等。
根據范雲自述，2004年陳水扁連任總統後曾徵詢其出任青輔會主委，但其並未答應。

### 反對陳水扁政府
2006年7月15日，吳乃德、紀萬生、張富忠、范雲、吳介民、黃長玲、吳叡人、李丁讚、林國明、徐斯儉、陳明祺、郭宏治、陶儀芬、黃洛斐與簡錫堦共同發起親綠學者715聲明〈民主政治和台灣認同的道德危機：我們對總統、執政黨和台灣公民的呼籲〉呼籲中華民國總統陳水扁辭職下台，而范雲是這份聲明的主要推手。
2007年10月26日，范雲接受《中時電子報》總編輯郭至楨專訪時表示，台灣雖然自稱是多元文化的社會，但在政策上仍處於一種「同化」的態度；例如取得公民權要先經過「公民」的資格測驗，或擔心外來移民無法學好台灣的語言；另一方面台灣內部仍對新移民充滿歧見，人民往往帶著一種欣羨的眼光看待歐美文化，也常抱有一種優勢的歧視心態看待其他非漢族的弱勢文化。但台灣以往不曾面對太大的種族衝擊，所以並沒有一個很好的內部反省機制。她認為，新移民讓台灣必須進入多種族、多元文化共生的社會，沒有一種文化有資格宣稱自己比其他文化更優勢；面對不同文化，應懷抱平等、尊重、學習的方式相互理解。她認為本土文化的富庶與興起，在台灣來看，是值得追求的價值之一，但不應以血緣為基礎，而應以台灣人民的選擇為基礎。她也主張基本人權永遠高於經濟發展、國家安全的猜想與考慮，但外籍配偶中絕大多數的大陸配偶在台灣的前六年嚴重被禁止工作，故難以建立尊嚴和社會經濟地位，又無法取得公民權、還要面對家庭暴力，「兩岸問題造成大陸配偶在台灣非常不一樣的待遇，對我而言就是違反基本人權」。

### 公民參與政治
2007年6月10日，台灣促進和平基金會提出兩岸和平政策主張，廣求各界提出有別於藍綠傳統的統獨論述。基金會董事范雲表示，當前藍綠的統獨論述是同中求異，「和平獨立」和「民主統一」主張是異中求同，因為和平和民主才是最大公約數，政治的敵友分類也許會因此而不一樣，這是從社會角度找出人民在兩岸政策上新的主導權。
2008年1月6日，范雲表示，野百合學運參加者召開野百合同學會，「這個行動可提供反思的空間」，她同時質疑國立臺灣民主紀念館的改造過程「是否有聆聽人民的聲音」；她說：「當威權的歷史仍在檔案殘敗的黑暗角落等待被我們認識時，一紙合法行政程序的改造只會淪為粗暴的記憶謀殺。當威權歷史的真相仍未釐清時，如何進行空間改造？」「以民主之名的紀念空間改造，不可能以非民主的過程完成；而記憶的民主，更不可能是多數決的投票，它需要來回面對真相、理解的互動過程。」
2008年1月8日，范雲以婦女新知基金會董事長名義推薦綠黨，並且以個人方式支持第三社會黨，帶傷陪同第三社會黨2008年立法委員選舉候選人周奕成掃街拜票。
2008年3月10日，范雲出席民主進步黨2008年總統選舉候選人謝長廷競選總部舉辦的第2場「挑戰謝長廷」座談會，她說，民主進步黨宣稱要照顧弱勢，陳水扁政府執政後卻有落差；在婦女政策方面，她說，中國國民黨總統候選人馬英九要廢除外籍配偶來台灣幾年才有工作權的限制，謝長廷則未觸及工作權等實質問題。謝長廷回應，他在擔任行政院院長時有調查顯示有七成大陸新娘是假結婚來台，這會造成很大的社會問題，所以他反對一中市場，因為缺口一開就會造成很大的問題，所以他認為還是要限制大陸新娘的工作權。范雲還質疑，謝長廷在批評馬英九及其副手蕭萬長提出的兩岸共同市場時引用順口溜「查甫找無工、查某找無尪」（男人找不到工作，女人找不到丈夫），涉嫌性別歧視；謝長廷回應，順口溜有沒有歧視的問題，這要檢討。
2009年12月1日，婦女新知基金會公布各縣市長當初所提出的婦女政見落實檢驗報告，董事長范雲表示，要檢驗各縣市長有無重視婦女權益，其指標為其縣市的婦權會是否發揮功能，統合勞動、教育、福利、衛生、文化等協調機制，是否落實，攸關單親、家暴、新移民、災區、原住民等女性能有多少實質的權益。
2012年1月5日，在總統大選前，台灣伴侶權益推動聯盟成員、婦女新知基金會常務董事范雲在蘋果日報專欄發表彩虹公民專題，她認為「所有的非婚家庭都和其他的家庭一樣納稅履行公民義務。但是，所有的非婚家庭，卻因為國家對婚姻制度的壟斷，被排除在基本社會福利與家庭權益外。只有政治行動，才能奪回弱勢者被排除的公民權。」她說「我們希望所有關心多元家庭權益的彩虹公民，用手上的選票做為武器，表達我們對國家法律制度排除非婚家庭的集體憤怒。當藍綠選情膠著的時候，就是我們的最好機會，就讓彩虹公民成為決定大選結果的關鍵力量！」

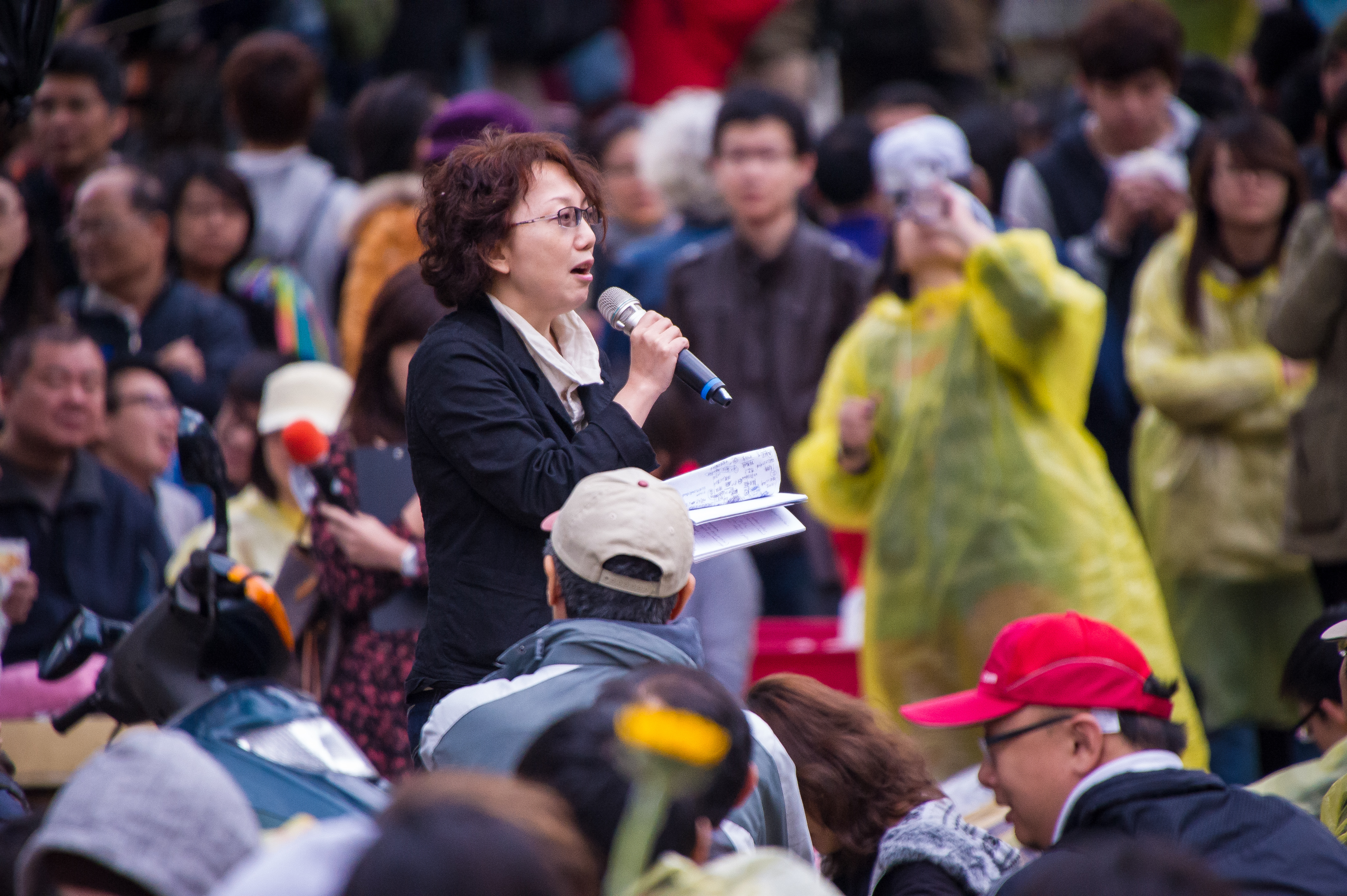
范雲在太陽花學運

2014年4月10日，在太陽花學運退場前夕，范雲參與大腸花論壇，發表了一段「只有女生可以喊幹拎娘」的論述，贏得支持者讚她「不愧為學運女王」
2017年12月4日，范雲公開反對蔡英文政府推動一例一休再修法，抨擊「過去民進黨為了太陽花（學運）聲援學生，現在民進黨只剩下一個林淑芬、半個管碧玲、半個鍾孔炤（聲援勞工）」，直批民進黨對不起「民主」二字。

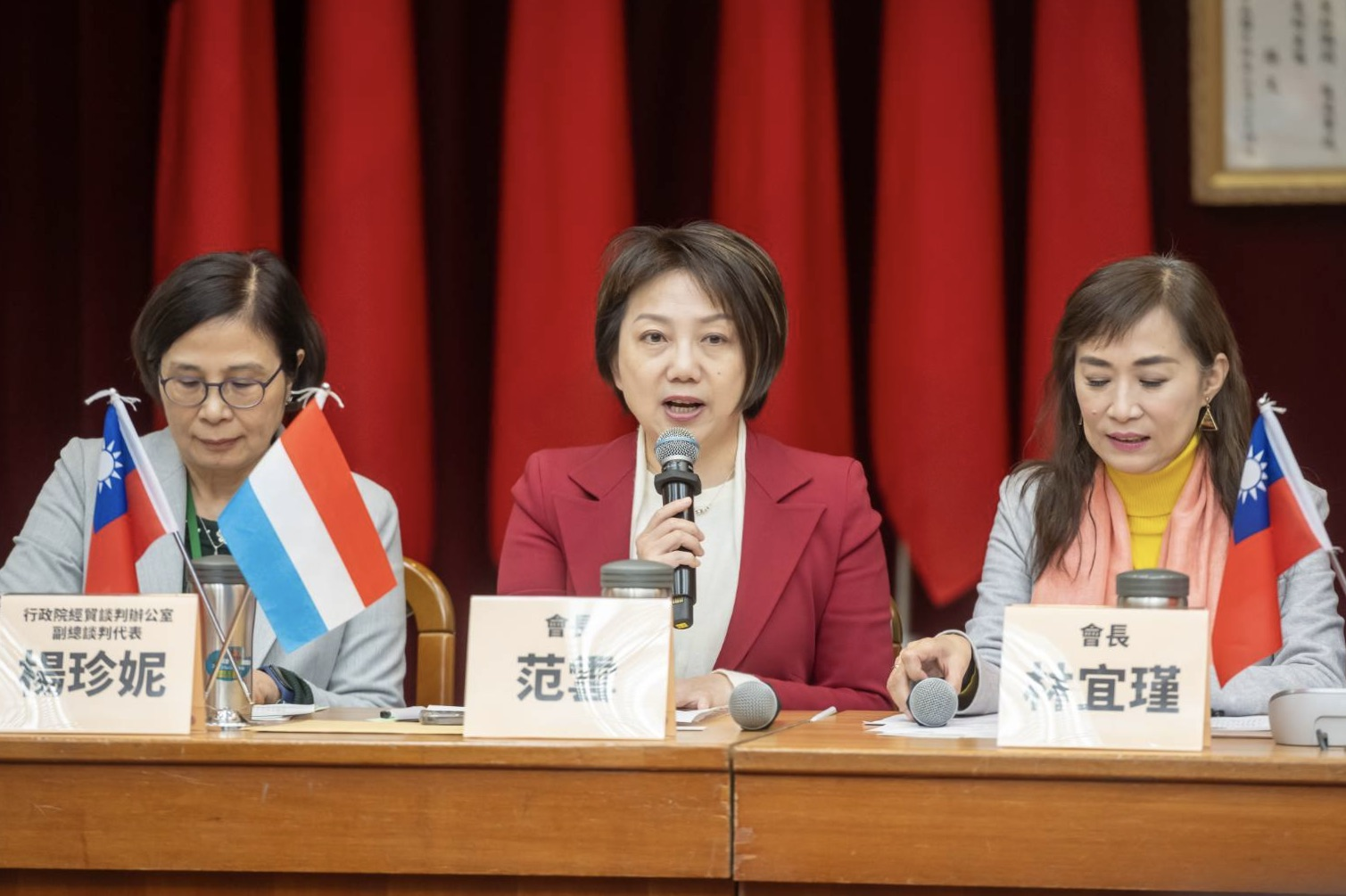
立法委員范雲（圖中）

### 公民組合
2014年3月，范雲與黃國昌等人組成公民組合。2014年5月31日，范雲在公民組合座談會中說，組織有惰性，看看中國國民黨的墮落及民主進步黨的未老先衰就知道了；針對民主進步黨，她說「不是說裡面的人不好，裡面很多我認識的人很努力，可是你看到整個政黨組織的惰性很清楚：中生代當初有理想性，新生代你卻看不到更大的希望，內部不斷再複製」；她說，臺灣新世代的年輕人已經不再像以前，無論泛藍或泛綠，也很難再分省籍或族群，他們要的不再是虛假的藍綠對立、統獨對立；她認為，無法期待政黨內部自動發生變化，「介入才有希望」，因此她支持公民組合就是期待一個外部力量去壓迫現有的藍綠政黨改變。
2014年9月28日，公民組合發表成立宣言，時任公民組合理事長的范雲說，太陽花學運讓人目睹國會與既有政黨的遲緩、蹣跚，更堅定「現在不做，就會太遲」想法，「我們的行動不能再只有街頭了」；至於公民組合是否瓜分民進黨的立法委員席次，她說，政黨顏色不重要，重要的是共同理念，爭取藍綠公民的認同是比較重要的；她也說，民進黨的立法委員席次從未過半，國民黨則長期以立法委員席次過半優勢掌控立法院，如果能改變國民黨過半席次，這才是重大改革。

### 社會民主黨
2015年2月5日，范雲在風傳媒的專訪中說，台灣的民主目前只是政治上的民主，「社會生活」與「經濟生活」都還沒被民主化，「如何能在經濟生活與社會生活民主化，這是過去藍綠都並未好好著力之處」；如果從民調來看，造成台灣藍綠分野的統獨議題已慢慢成為假議題，因為台灣僅剩10%民意支持兩岸統一；第三勢力更蓬勃、更百花齊放、或者進入「戰國時代」，這是一個好事，「一方面代表大家對藍綠的不滿已到了極限，二方面代表大家會去思考社會需要怎樣的政治訴求、人才、團隊」。2015年3月29日，社會民主黨舉行成立大會，范雲發表建黨宣言，誓言打破國民黨與民進黨寡占的政治。

### 立法委員
2015年3月16日，范雲宣布代表社會民主黨投入立法委員選舉，參選臺北市第六選舉區大安區的區域立委，挑戰國民黨的現任立委蔣乃辛，最後范雲落選。原本預計投入該區選舉的時代力量創黨成員、閃靈樂團主唱林昶佐改至臺北市第五選舉區（萬華中正）參選，結果當選。
2016年1月16日，立委選舉投票，范雲在開票時間綠黨社會民主黨聯盟等許多新興政黨會跨過選舉門檻，結果綠社盟獲得三十萬政黨票、沒取得席次及補助金。2016年1月18日，范雲與綠黨召集人李根政、張育憬為綠社盟選舉失利負起責任，相繼宣布辭職；范雲表示，她將繼續協助社民黨在地方扎根。2016年1月22日，范雲承認，「我的確把事情想得太單純了」，社民黨與綠黨對民進黨的態度不完全一樣，社民黨在2016年總統選舉中支持民進黨總統候選人蔡英文而引發綠黨不滿，「可能綠黨部分朋友對民進黨痛恨的程度比我多吧」。
2018年5月4日，范雲宣布參選台北市長。8月23日，范雲因無法支付200萬元登記費宣布退選。8月30日，范雲仍前往選委會進行參選登記，亦因無法支付高額保證金，最終遭選委會退件，使其宣布將提起訴願、行政訴訟與釋憲。2021年時訴訟遭駁回，故范雲開始倡議相關改革。

### 加入民進黨
2019年11月16日，民進黨秘書長羅文嘉宣布范雲加入民進黨，並被列為全國不分區立法委員第三名且當選。

## 選舉紀錄
| 年度 | 選舉屆數             | 選舉區                                 | 所屬政黨                | 得票數    | 得票率 | 當選標記 | 備註 |
| ---- | -------------------- | -------------------------------------- | ----------------------- | --------- | ------ | -------- | ---- |
| 2016 | 第九屆立法委員選舉   | 臺北市第六選舉區                       | 綠社 綠黨社會民主黨聯盟 | 56,766    | 35.36% |          |      |
| 2020 | 第十屆立法委員選舉   | 全國不分區及僑居國外國民立法委員選舉區 | 民主進步黨              | 4,811,241 | 33.98% |          |      |
| 2024 | 第十一屆立法委員選舉 | 全國不分區及僑居國外國民立法委員選舉區 | 民主進步黨              | 4,982,062 | 36.16% |          |      |

## 編集及著作

### 書籍
- 著作

| 日期          | 書名                                                   | 出版社                          | 共同作者 |
| ------------- | ------------------------------------------------------ | ------------------------------- | --- |
| 2012年9月26日 | 《文明的呼喚：尋找兩岸和平之路》                       | 【左岸文化】 ISBN 9789866723742 | 吳介民、吳叡人、汪宏倫、徐斯儉、陳明通、曾國祥、葉浩                                                                    |
| 2014年5月16日 | 《從我們的眼睛看見島嶼天光：太陽花運動，我來，我看見》 | 【有鹿文化】 ISBN 9789866281747 | 小野、柯一正、余永寬 |
| 2014年4月13日 | 《書寫台灣第三部門史II》                               | 【巨流圖書】 ISBN 9789866281747 | 蕭新煌 主編；李伸一、歐陽莉、王俊秀、黃珉蓉、吳豪人、范雲、周雅淳、馮喬蘭、黃柏睿、黃琢嵩、潘若琳、紀惠容、陸宛蘋、仰山 |

- 編集

| 日期         | 書名                      | 出版社                          | 共同編者       |
| ------------ | ------------------------- | ------------------------------- | -------------- |
| 1993年6月1日 | 《新生代的自我追尋》      | 【前衛出版社】 ISBN 9578994214  |                |
| 2010年7月9日 | 秩序繽紛的年代：1990-2010 | 【左岸文化】 ISBN 9789866723414 | 吳介民、顧爾德 |

## 爭議事件

### 自稱曾被柯文哲找去當台北市副市長
2019年11月20日，蘭萱主持的中廣流行網節目《蘭萱時間》專訪台北市市長兼台灣民眾黨主席柯文哲，柯文哲表示，曾任社民黨創黨召集人的范雲被列入民進黨不分區立委，就是一種斬首戰術。范雲在臉書發文，稱2014年九合一大選後、2018年九合一大選前，柯文哲都有找中間人詢問她擔任台北市副市長的意願，但她分別以「不可能拋下正在參與成立的新政黨」及「與柯市長在主權與性別平等這些核心理念差異太大、違背從政初衷」為由拒絕。2019年11月21日，柯文哲回應，他在本日臺北市政府晨會中問幕僚有沒有接觸過范雲，結果無人承認。對於范雲批評柯文哲邏輯不一，柯文哲回批范雲「被收買就被收買」、「妳黨都沒有了，妳還囉嗦什麼」。2019年11月21日晚間，社民黨粉絲專頁發文抨擊，柯文哲多次營造社民黨「創黨召集人范雲被收買」的風向，「嘴上說要支持小黨、超越藍綠，實際上卻主動發動政黨惡鬥最惡劣的攻擊」。

### 性騷擾雙重標準
2020年7月14日上午，監察院人事案在立法院引起紛爭，范雲指控國民黨立委陳雪生用肚子頂她後背3次是性騷擾，陳雪生回應「用肚子不會懷孕，所以不是性騷擾」。范雲在臉書發文批評，國民黨的性別平等程度太差，應該再教育。陳雪生回批，范雲利用性別議題作政治輿論操作，「這種宣傳廣告很低級」。2020年7月20日，范雲到台北地方法院提起民事訴訟，要求陳雪生賠償新台幣50萬元，也將依《性騷擾防治法》向臺北市政府社會局提出申訴。2021年3月，臺北市性騷擾防治委員會確認此性騷事件成立。
2020年，國民黨立委李德維表示，范雲是「性騷擾糾察大隊長」，卻對民進黨丁允恭事件噤聲。2020年9月10日范雲駁斥李德維，9月11日李德維回批范雲雙重標準、「說得一嘴好價值，只是拿來鬥爭政敵罷了」。
2021年12月13日，前民進黨立委郭正亮於TVBS頻道政論節目《新聞大白話》說，范雲自稱遭陳雪生性騷擾時有二十幾個婦女團體聲援她，林秉樞家暴案爆發後卻沒有任何婦女團體表達對受害者民進黨立委高嘉瑜的支持；而且高嘉瑜被林秉樞打成這樣，民進黨婦女部聲明稿卻只有63個字，「當初用了多大的篇幅幫范雲說話？」郭正亮批評，范雲與民進黨婦女部的真面目「就是雙標」。
2022年12月13日，國民黨台北市議員徐巧芯表示，范雲只有在針對國民黨的時候會大聲叫囂，然後把女權的那一套全部拿出來；面對民進黨相關的性平問題，則是不斷地逃避、假裝沒看到，這就是女權自助餐。
2023年6月6日，台北地方法院二審駁回陳雪生上訴，判陳要賠范新台幣8萬元確定。

### 被陳雪生控告誹謗
范雲曾指控陳雪生在連江縣縣長任內性騷擾下屬。為此，陳雪生自訴提告誹謗，台北地方法院於2021年12月6日開庭審理，後獲判無罪。

### 批柯文哲把太太當成工具人
2020年11月18日，柯文哲出席餐敘時說，某天晚上10點他回家，看到他的好太太陳佩琪在擦地板，讓他感動、覺得「媽媽沒看錯人」。11月19日，范雲在臉書發文批評，柯文哲封建思想、只把太太當成工具人，「百貨公司正在週年慶，請柯市長去買幾個好太太回家擦地」。11月20日，台灣民眾黨粉絲專頁「台灣價值成語教室」表示，柯文哲曾經強調，太太不是先生的附屬品，每一位女性都是獨立個體，應尊重陳佩琪之發言權和自主空間；范雲卻利用柯文哲感激太太與母親作文章，還將女性比喻為物品，是「不知所雲」。11月21日，陳佩琪在臉書發文諷刺，夫妻之間互相藉機讚美是好事，只有范雲把她當成好神拖，「立委管我們家誰拖地，好像比萊豬管理還重要哩」；台灣民眾黨發言人楊寶楨留言回應，女權自助餐的范雲「早已不夠資格評論這個議題」。
2022年9月27日，國民黨台北市長參選人蔣萬安說，民進黨立委吳思瑤、范雲、管碧玲、林楚茵四人過去都高舉女權旗幟，如今面對名嘴周玉蔻霸凌前中華民國小姐張淑娟事件卻全部噤聲，「讓大家看到假女權鬥士的真面目」。

### 倡議改革選舉保證金制度
由於2018年范雲參選台北市長之相關訴訟遭到臺北高等行政法院駁回，2021年2月22日其與負責該案的律師團、公民團體等召開記者會，范雲表示臺灣選舉登記費高，而且票數不到就會被沒收，違反參政權平等之精神；反觀德國、愛爾蘭、加拿大等國家都已宣告選舉保證金制度違憲，法國及美國多數州則以合理的登記規費或連署替代，故一方面會繼續上訴，二方面也會與各團體合作修訂選舉公共化相關法令，如廢除保證金門檻改以連署取代、降低政黨補助門檻、強化由政府提供的選舉政見宣傳管道等。

### 放寬機師檢疫3＋11日爭議
2021年4月28日時，華航機師罹患2019冠状病毒病的情形持續擴大。先前中央流行疫情指揮中心曾宣布放寬國籍航空機組員返國檢疫措施，由「5＋9」（居家檢疫5天採檢陰性再自主健康管理9天）調整為「3＋11」（居家檢疫3天採檢陰性再自主健康管理11天），外傳是因為4月1日范雲邀相關部會開協調會導致。范雲表示她在該年2月底收到桃園市機師職業工會陳情，工會表示該年1月1日起居家檢疫政策從「3+11」（始於2020年，約維持9個月）調整為「5+9」後，長程航班機組員因為長期處於檢疫、值勤、檢疫的循環，陷入失眠、精神壓力大等身心失調危機，恐怕影響航空安全。因此她才邀集衛福部、交通部等相關部會協調，讓行政部門根據專業及職權調整政策。她也表示同年3月30日民航局曾向指揮中心提案免除組員居家檢疫。

### 與家暴犯來往之爭議
2021年11月30日，鏡週刊報導，民進黨立委高嘉瑜遭男友林秉樞毆打、限制人身自由、影響電腦使用等行為對待。暴力事件曝光後，范雲雖為女權研究者，其所屬的民進黨由婦女部對此事件發出的譴責卻不若以往；且有新聞披露，范雲列名在林母告別式的出席賓客名單。後續報導指出，林秉樞曾在前一年，於范雲邀集其他立委在台北市民生社區一間米其林一星餐廳所舉辦的飯局上現身，並與范雲合照。范雲表示，她當時並未邀請林秉樞，且當時為初次見面。

## 外部連結
- 范雲的Facebook專頁
- 范雲的Instagram帳戶
- YouTube上的范雲頻道